# Andrew Samuels
Andrew Samuels (19 de enero de 1949) es un analista didacta de la Society of Analytical Psychology de Londres y asesor científico de la American Academy of Psychoanalysis.

## Obra

### Libros
- A New Therapy for Politics? Routledge, 2015. ISBN 9781782203179
- Politics on the Couch: Citizenship and the Internal Life. London: Profile, 2001. ISBN 1-86197-219-9
- The Political Psyche. London: Routledge, 1993. ISBN 0-415-08102-5
- Psychopathology: Contemporary Jungian Perspectives. New York: Guildford Press, 1992. ISBN 978-0-89862-473-1
- The Plural Psyche: Personality, Morality & The Father. London: Routledge, 1989. ISBN 0-415-01760-2
- A Critical Dictionary of Jungian Analysis. London: Routledge and Kegan Paul, 1986. ISBN 978-0-415-05910-7
- The Father: Contemporary Jungian Perspectives. London: Free Association Books, 1985. ISBN 978-0-946960-28-6
- Jung and the PostJungians. London: Routledge and Kegan Paul, 1985. ISBN 0-7100-9958-4

### Capítulos
- 'Transference/Countertransference'. En R. Papadopoulos (ed.), Handbook of Jungian Psychology. New York: Routledge, 2006. ISBN 1-58391-148-0
- 'Will the post-Jungians Survive?'. En Casement, A. (ed.), Post-Jungians Today, Key papers in Contemporary Analytical Psychology. New York: Routledge, 1998. ISBN 0-415-16155-X
- 'The Future of Jungian Studies: A Personal Agenda'. En M. Stanton & D. Reason (eds), Teaching Transference: On the Foundation of Psychoanalytic Studies, London: Rebus Press, 1996. ISBN 978-1-900877-01-5

### Artículos en revistas
- «Politics on the Couch?: Psychotherapy and Society—Some Possibilities and Some Limitations». Psychoanalytic Dialogues 14 (6): 817-834. 2004. doi:10.1080/10481881409348809.
- «Post-Jungian Dialogues». Psychoanalytic Dialogues 10 (3): 403-426. 2000. doi:10.1080/10481881009348555.
- «From Sexual Misconduct to Social Justice». Psychoanalytic Dialogues 6 (3): 295-321. 1996. doi:10.1080/10481889609539122.
- «New Material Concerning Jung, Anti-Semitism, and the Nazis». Journal of Analytical Psychology 38 (4): 463-470. 1993. doi:10.1111/j.1465-5922.1993.00463.x.
- «What is a Good Training?». British Journal of Psychotherapy 9 (3): 317. 1993. doi:10.1111/j.1752-0118.1993.tb01231.x.
- «National Psychology, National Socialism, and Analytical Psychology:. Reflections on Jung and anti-semitism Part II». Journal of Analytical Psychology 37 (2): 127-148. 1992.
- «National Psychology, National Socialism, and Analytical Psychology Reflections on Jung and anti-semitism Part I». Journal of Analytical Psychology 37 (1): 3-28. 1992.
- «The Plural Psyche». International Review of Psycho-Analysis 19: 229-230. 1992.
- «Parents as Messengers». British Journal of Psychotherapy 7 (4): 341. 1991. doi:10.1111/j.1752-0118.1991.tb01140.x.
- 'Pluralism and Training', Journal of the British Association of Psychotherapists, 22, 1991.
- «Plaut in Conversation with Andrew Samuels». Journal of Analytical Psychology 34 (2): 159-183. 1989. doi:10.1111/j.1465-5922.1989.00159.x.
- «Analysis and Pluralism: The Politics of Psyche». Journal of Analytical Psychology 34 (1): 33-51. 1989. doi:10.1111/j.1465-5922.1989.00033.x.
- «One Psychoanalysis or Many?». International Journal of Psycho-Analysis 69: 551-552. 1988.
- «Countertransference, the 'Mundus Imaginalis' and A Research Project». Journal of Analytical Psychology 30 (1): 47-71. 1985. PMID 3988621. doi:10.1111/j.1465-5922.1985.00047.x.
- «Symbolic Dimensions of Eros in Transference-Counter Transference: Some Clinical Uses of Jung's Alchemical Metaphor». International Review of Psycho-Analysis 12: 199-214. 1985.
- «The Theory of Archetypes in Jungian and Post-Jungian Analytical Psychology». International Review of Psycho-Analysis 10: 429-444. 1983.
- «The Emergence of Schools of Post-Jungian Analytical Psychology». Journal of Analytical Psychology 28 (4): 345-362. 1983. PMID 6643272. doi:10.1111/j.1465-5922.1983.00345.x.
- «The Image of the Parents in Bed». Journal of Analytical Psychology 27 (4): 323-339. 1982. doi:10.1111/j.1465-5922.1982.00323.x.
- «Incest and Omnipotence in the Internal Family». Journal of Analytical Psychology 25 (1): 37-57. 1980. PMID 7298502. doi:10.1111/j.1465-5922.1980.00037.x.

### Artículos en diarios
- "Comment & Analysis: Solutions for our lost children (Guardian Leader Pages)". The Guardian (Londres, Inglaterra) 14 de septiembre de 2004: 25. Gale Custom Database - Newspapers. Thomson Gale. TORONTO PUBLIC LIBRARIES (CELPLO). 18 de octubre de 2006

## Edición en castellano
- ¿Una nueva terapia para la política?. Espacio Gradiva Editorial. 2020.
- Enrique Galán Santamaría, ed. (2016). El padre. Perspectivas junguianas contemporáneas. México: Editorial Fata Morgana. ISBN 978-607-7709-06-0.
- Enrique Galán, ed. (2015). Jung y los post-junguianos. Madrid: Editorial Manuscritos. ISBN 978-84-943176-6-8.
- Polly Young-Eisendrath, ed. (1999). «Introducción: Jung y los posjunguianos». Introducción a Jung. Madrid: Akal Cambridge. p. 39. ISBN 978-84-8323-048-0.